# Volkswagen CC
O Volkswagen CC é um Cupé de 4 portas apresentado pela Volkswagen na edição de 2008 do NAIAS. Com linhas que procuram imitar um coupé, o modelo tem inspiração no segmento coupé de quatro portas criado pelo Mercedes-Benz Classe CLS. De acordo com a Volkswagen, o CC sufixo significa Comfort Coupé, o mesmo fica acima do Passat e abaixo do Phaeton em sua linha.
No seu lançamento em 2008, a Volkswagen afirmou ambições de vender 300.000 unidades ao longo de um período de sete anos. A montadora espera que 60% dessas vendas (cerca de 26.000 unidades por ano) virá do mercado dos EUA. Na China, o CC foi lançado pela FAW-VW em 15 de julho de 2010, e está disponível com 1.8 TSI e 2.0 TSI.

## Especificações
O carro tem um em 2.711 milímetros distância entre eixos e está disponível com um 1.4 litros E85 TFSI (Finlândia e Suécia), 1.8 litros a gasolina, 2.0 litros a gasolina, um 2.0 litros TDI e um 3.6 litros com 300 cv e tração 4-motion nas quatro rodas e uma caixa de seis velocidades de dupla embreagem (DSG). A transmissão do V6 no mercado norte-americano é uma transmissão regular do conversor de torque que, em outros mercados, como o europeu, é uma transmissão DSG.

## Facelift
Um facelift para o CC foi apresentado no Los Angeles Auto Show e a produção começou em janeiro de 2012. A frente e a traseira foram revistas para fazer o CC semelhante à atual design da Volkswagen, enquanto o meio mantém-se inalterado. Mudanças interiores incluiu modificações menores de projeto para o console central, com um painel de controle ACC atualizado. Este projeto também é usado no Passat Alltrack. Também foi abandonado o nome Passat tendo assim sendo chamado agora somente de CC.

## Galeria

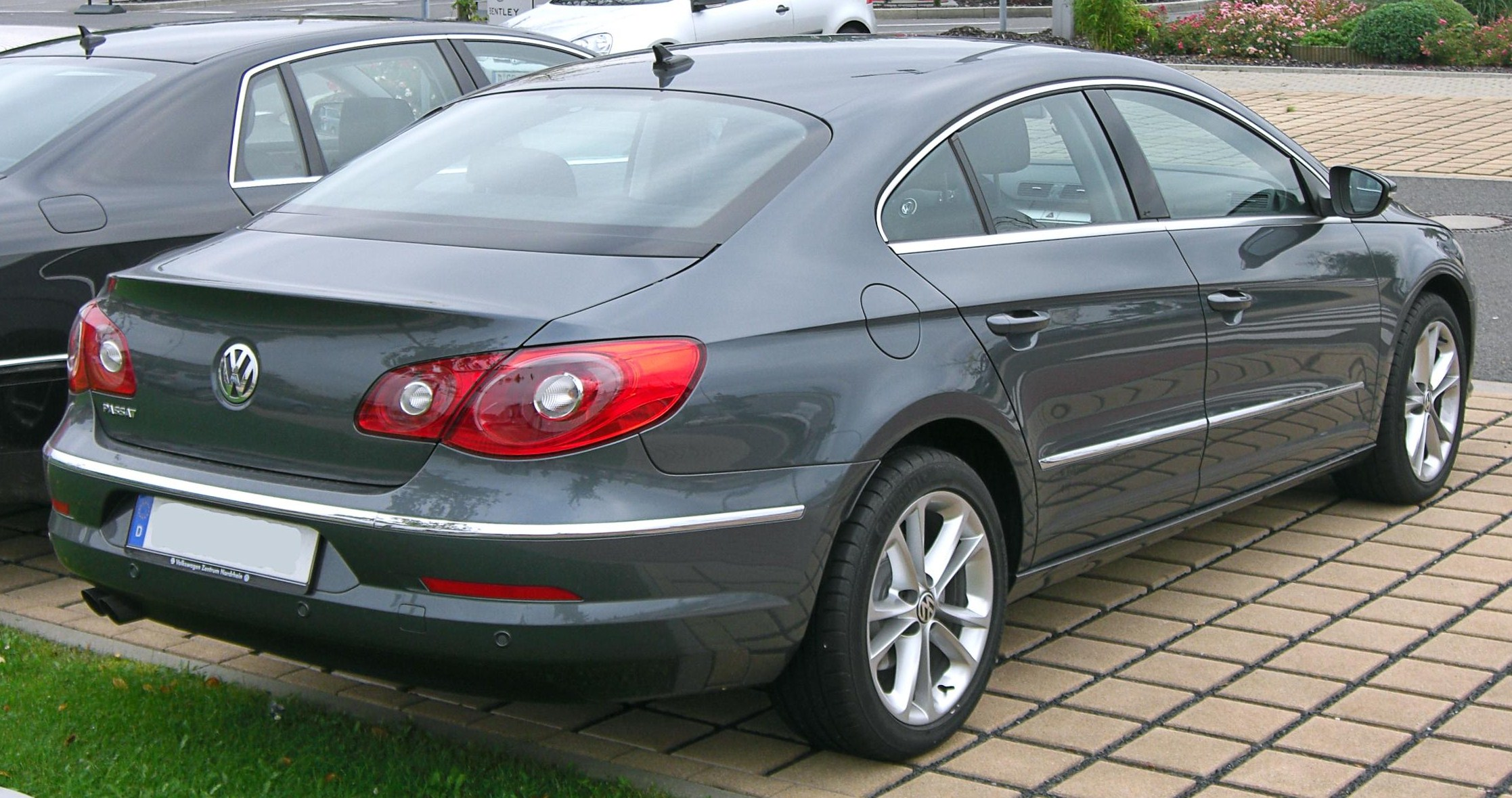
Traseira do modelo
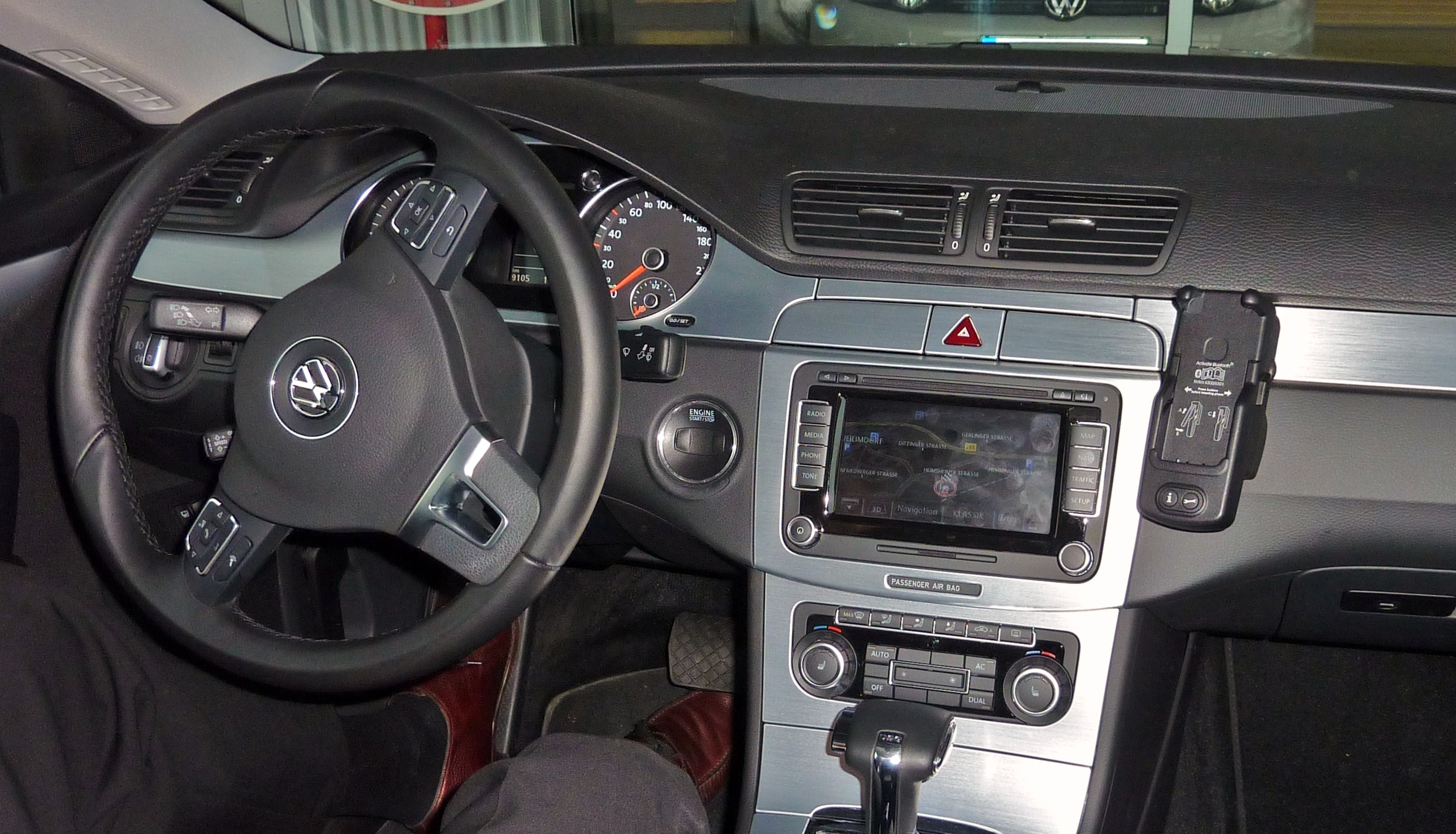
Interior
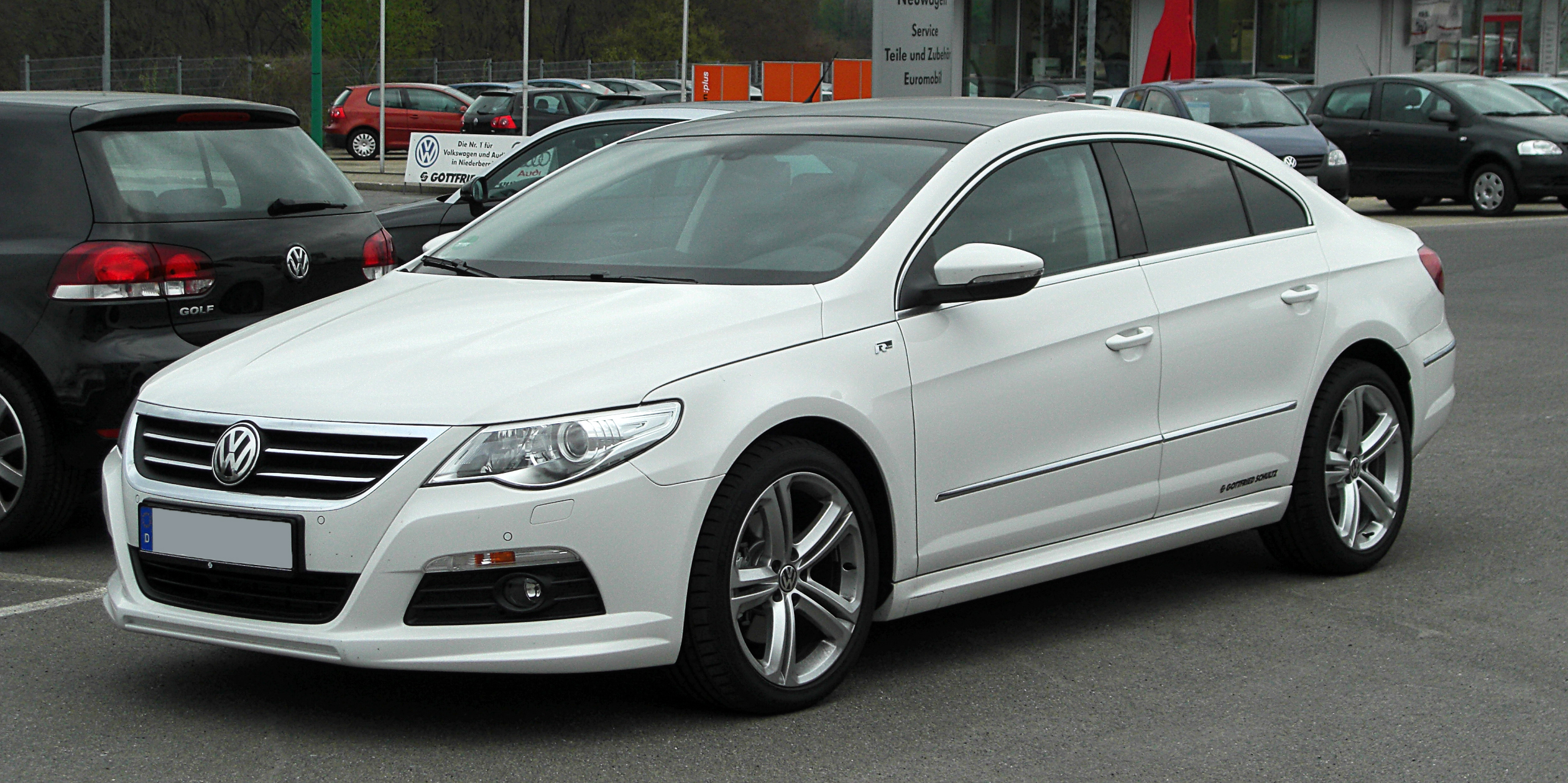
O Passat CC R-Line
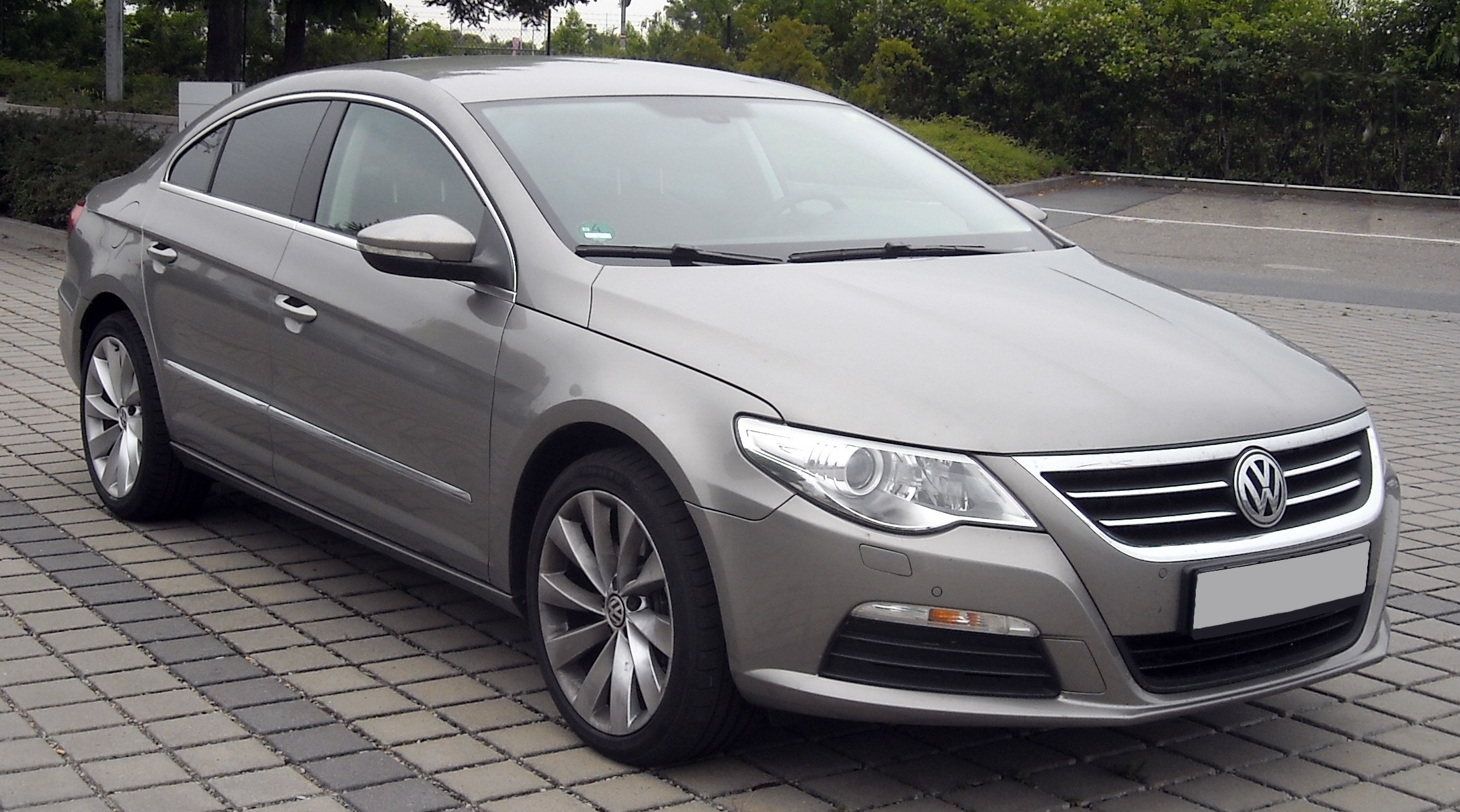
Frontal